# 新宮正志
新宮 正志（しんぐう まさし、1935年11月14日 - 2020年10月17日）は、日本の政治家。北海道室蘭市長（4期）。

## 来歴
北海道旭川市出身。1958年、専修大学商経学部卒。同年、室蘭市役所に入り、環境衛生、市民福祉、財政、総務の各部長を経て、1990年に収入役となる。1995年、室蘭市長選挙に立候補して初当選、以来、連続4期務める。2011年に室蘭市長を退任。2020年に死去した。